# 뮌헨 영화학교
뮌헨 영화학교(Hochschule für Fernsehen und Film München, HFF München)는 독일 뮌헨에 위치한 영화 학교이다. 독일에서 가장 중요한 영화학교이며, 학생 수는 약350명이다. 2007년 개교 40주년을 기념했다.

## 수업
등록 마감일은 매년 2월 28일이다. 시험 문제는 11월 15일부터 다운로드 받거나 우편으로 받을 수 있다. 교수 1명당 학생수는 9명이다.

## 출신 영화인
- 빔 벤더스
- 도리스 되리
- 울리 에델
- 플로리안 헨켈 폰 도너스마르크
- 정영순